# Азамгарх
Азамгарх (англ. Azamgarh, хинди आजमगढ़) — город на востоке центральной части штата Уттар-Прадеш, Индия. Административный центр округа Азамгарх.

## География
Абсолютная высота — 63 метра над уровнем моря. Расположен примерно в 268 км от Лакнау и в 761 км от Дели (по автодорогам).

## Транспорт
Имеется железнодорожное сообщение. Небольшой аэропорт Мандури находится в 9 км от города. Ближайший крупный аэропорт расположен в Варанаси, примерно в 100 км от Азамгарха.

## Население
По данным на 2013 год численность населения составляет 108 904 человека. Примерно 45 % населения говорит на урду, 25 % — на авадхи, 20 % — на бходжпури.
Динамика численности населения города по годам:
| 1991   | 2001   | 2013    |
| ------ | ------ | ------- |
| 78 567 | 93 521 | 108 904 |